# Moroeni
Moroeni est une commune du județ de Dâmbovița en Roumanie.